# Церква святого Юрія (Багатківці)
Церква святого Юрія в Багатківцях — парафія і храм греко-католицької громади Зарваницького деканату Тернопільсько-Зборівської архієпархії Української греко-католицької церкви в селі Багатківці Тернопільського району Тернопільської области.

## Історія церкви
У селі були два храми: дерев'яний храм Успіння Пресвятої Богородиці (XIX століття) та мурований храм святого Юрія (початок XX століття), який був спалений під час Другої світової війни. Жителі села відбудували його у 1991 році. Будівельні роботи виконували майстри зі Струсова, а жертводавцями були парафіяни, з великою допомогою Андрія Рогальського зі США.
Парафія належала УГКЦ до 1946 року та з 1991 року. Храм був освячений ще до війни, у 1929 році, єпископом Никитою Будкою, а після відбудови, у 1991 році, його освятив о. митрат Іван Сивак.
У березні 2013 року з єпископською візитацією парафію відвідав архиєпископ та митрополит Василій Семенюк. При храмі діють: братство «Апостольство молитви», Марійська і Вівтарна дружини. На території села є фігури та хрести парафіяльного значення, а у власності парафії — проборство.

## Парохи
- о. Мандзій (1930-і),
- о. їжак, о. Розумний,
- о. Бенькалович (1944),
- о. Ярослав Грицишин (1991),
- о. Ярослав Грицишин (1992—2005),
- о. Андрій Підгородецький (з 2005-2015).
- о. Андрій Чернецький (2016 - 2020)
- о. Володимир Маламон (2020 - )